# 坂下町立上野小学校
坂下町立上野小学校 （さかしたちょうりつ うえのしょうがっこう）は、かつて岐阜県恵那郡坂下町（現・中津川市）に存在した公立小学校。

## 概要
- 校区は坂下町上野（現・中津川市上野）であった。
- 廃校後、校舎は地域の集会所などに使用されたが1990年に取り壊され、跡地には新たな上野地区集会所が建てられている。

## 沿革
- 1873年（明治6年）4月 - 恵那郡上野村字上坂に蛍雪学校が開校。
- 1886年（明治19年）10月 - 上野簡易科小学校に改称する。
- 1889年（明治22年）7月1日 - 坂下村、上野村、川上村が合併し、坂下村が発足。
- 1899年（明治32年） - 上野尋常小学校に改称する。校舎を新築。
- 1903年（明治36年） - 実業補習学校を併設する。
- 1911年（明治44年）1月1日 - 町制施行により坂下町となる。
- 1934年（昭和9年） - 校舎（木造2階建）を新築。
- 1935年（昭和10年）7月 - 農業青年学校を併設する。
- 1941年（昭和16年）4月1日 - 上野国民学校に改称する。
- 1947年（昭和22年）4月1日 - 坂下町立上野小学校に改称する。
- 1971年（昭和46年）
  - 3月22日 - 閉校式
  - 3月31日 - 坂下町立坂下小学校に統合され、廃校。